# Красавино (Зеленцовське сільське поселення)
Краса́вино (рос. Красавино) — присілок у складі Нікольського району Вологодської області, Росія. Входить до складу Зеленцовського сільського поселення.

## Населення
Населення — 68 осіб (2010; 86 у 2002).
Національний склад (станом на 2002 рік):
- росіяни — 100 %